# N511 (België)
De N511 is een gewestweg in België tussen Warcoing (N50) en de Franse grens bij Estaimpuis waar de weg overgaat in de D700. De weg heeft een lengte van ongeveer 6,5 kilometer.
Vrijwel gehele weg is uitgevoerd als autoweg en heeft twee rijstroken voor beide rijrichtingen samen. Op enkele stukken heeft de weg 2x2 rijstroken.

## Plaatsen langs N511
- Dottenijs
- Estaimpuis